# Japanska F3-mästerskapet 2001
Japanska F3-mästerskapet 2001 var ett race som vanns av Benoît Tréluyer.

## Slutställning
| Plats | Förare          | Poäng |
| ----- | --------------- | ----- |
| 1     | Benoît Tréluyer | 260   |
| 2     | Paolo Montin    | 201   |
| 3     | Jérémie Dufour  | 177   |
| 4     | Sakon Yamamoto  | 117   |
| 5     | Yuji Ide        | 100   |
| 6     | Peter Sundberg  | 94    |